# Woszczanka
Woszczanka (biał. Вашчанка; ros. Вощанка) – wieś na Białorusi, w obwodzie brzeskim, w rejonie bereskim, w sielsowiecie Pierszamajska.
W dwudziestoleciu międzywojennym leżała w Polsce, w województwie poleskim, w powiecie prużańskim.